# Niahnyaya Taklya
Niahnyaya Taklya (azerbajdzjanska: Bala Təklə) är en ort i Azerbajdzjan.   Den ligger i distriktet Masallı Rayonu, i den sydöstra delen av landet, 180 km sydväst om huvudstaden Baku. Antalet invånare är 469.
Terrängen runt Niahnyaya Taklya är platt. Närmaste större samhälle är Arkewan, 8,7 km sydväst om Niahnyaya Taklya.
Trakten runt Niahnyaya Taklya består till största delen av jordbruksmark. Runt Niahnyaya Taklya är det ganska tätbefolkat, med 230 invånare per kvadratkilometer.